# Mateusz Szostek
Mateusz Szostek (ur. 10 listopada 1989) – polski żużlowiec.
Wychowanek Stali Rzeszów. W 2006 roku zdał licencję żużlową.

## Kluby
- 2006–2009 – Stal Rzeszów
- 2010–2011 – KSM Krosno

## Sukcesy
- brązowy medal MDMP (2007)[potrzebny przypis]